# فیلوش جورجیای جنوبی
فیلوش جورجیای جنوبی (نام علمی: Anas georgica georgica)، همچنین به‌طور گمراه‌کننده به‌عنوان خوتکای جورجیای جنوبی نیز شناخته می‌شود، زیرگونه‌ای نمادین از فیلوش نوک‌زرد (Anas georgica)، مرغابی از زیرتیرهٔ مرغابیان روآبچر (Anatinae) است. این زیرگونه بومی به بزرگی ۳۷۵۶ کیلومتر مربع و در جزیره زیرقطبی جنوب جورجیای جنوبی و مجمع‌الجزایر همراه آن و سرگردان به جزایر ساندویچ جنوبی است. این یکی از پرندگانی بود که جیمز کوک در ژانویه ۱۷۷۵ به مناسبت نخستین فرود ثبت‌شده در جنوب جورجیا به آن اشاره کرد و در گذشته یک گونه کامل در نظر گرفته می‌شد.
برخلاف دیگر فیلوش‌ها، نرها از نظر ظاهری شبیه به ماده‌ها، هرچند بزرگ‌تر هستند. این اردک‌ها ۴۵ تا ۶۵ سانتی‌متر طول دارند، وزن نرها ۶۱۰ تا ۶۶۰ گرم و ماده‌ها ۴۶۰ تا ۶۱۰ گرم است. تفاوت‌های جزئی این است که نر دارای پوشش‌های رویه‌ای به رنگ خاکستری مایل به قهوه‌ای یکنواخت و آیینهٔ بالی سبز مایل به سیاه براق است، در حالی که ماده دارای پوشش‌های بالای خالدار و آیینهٔ بالی قهوه‌ای مات است.

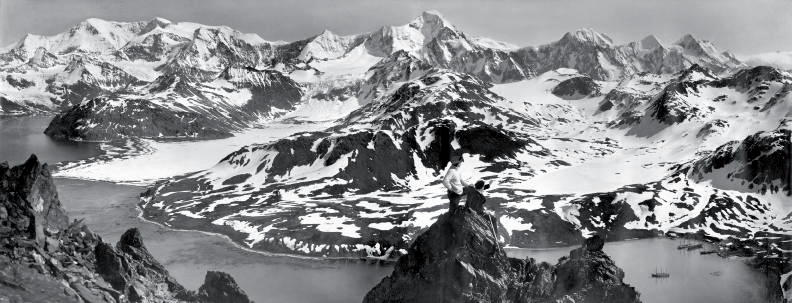
پانورامای جورجیای جنوبی

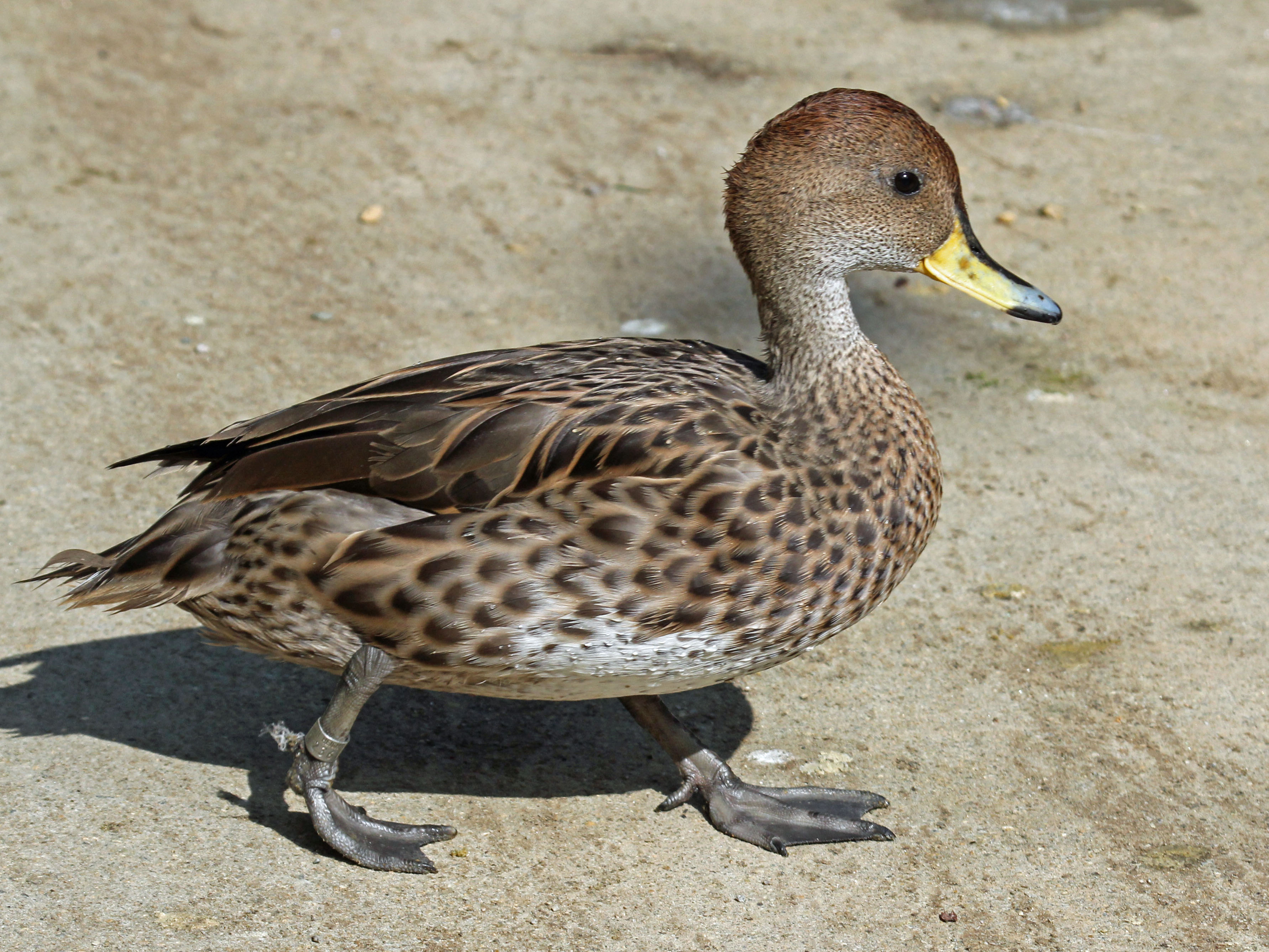